# زهيرية (المالكية)
زهيرية قرية سورية تتبع ناحية مركز المالكية في منطقة المالكية التابعة لمحافظة الحسكة. بلغ عدد سكانها 1532 نسمة عام 2004.
تقع في أقصى شمال شرق سورية على الضفة الغربية لنهر دجلة إلى الشمال من نقطة الحدود الثلاثية بين العراق وسورية وتركيا. تقع على بعد 16 كم تقريبا إلى الشرق من مدينة المالكية.